# بیواتس
بیواتس (به صربی: Beljevac) یک منطقهٔ مسکونی در صربستان است که در ملادنوواتس واقع شده‌است.